# Atheta sublucens
Atheta sublucens är en skalbaggsart som beskrevs av Max Bernhauer 1909. Atheta sublucens ingår i släktet Atheta och familjen kortvingar. Inga underarter finns listade i Catalogue of Life.